# Arhopala cowani
Arhopala cowani är en fjärilsart som beskrevs av Corbet 1941. Arhopala cowani ingår i släktet Arhopala och familjen juvelvingar. Inga underarter finns listade i Catalogue of Life.